# Henryk Barczyński

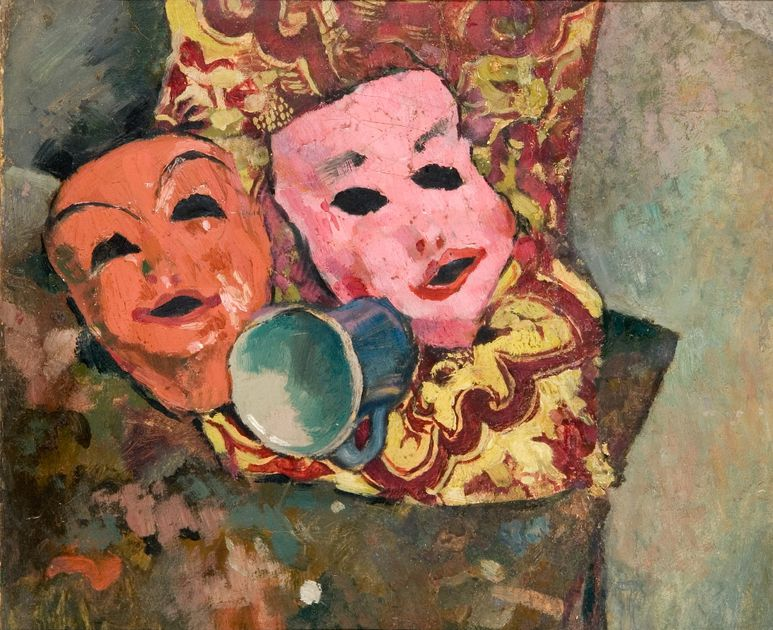
Maszkok (1933 után)

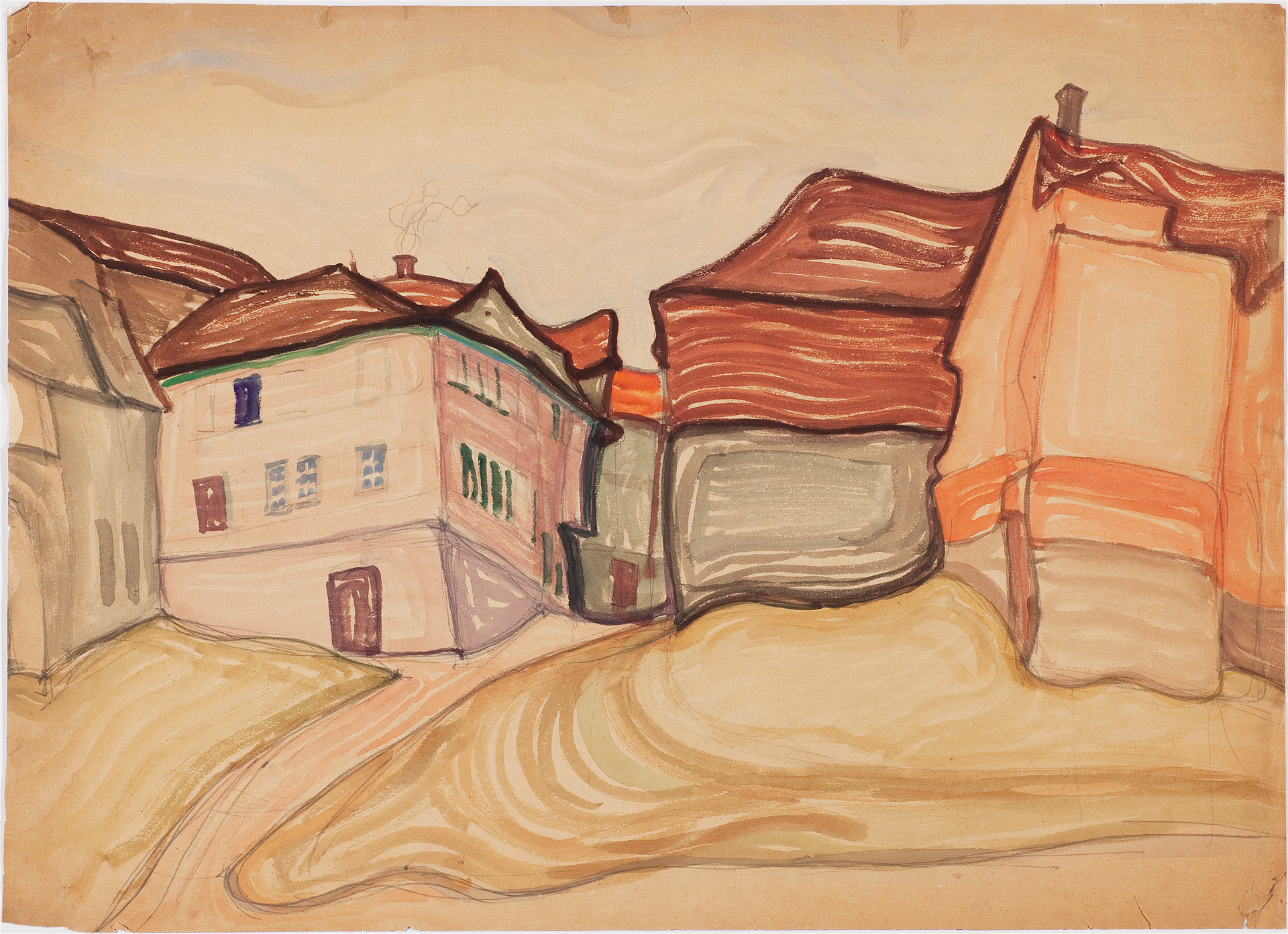
Városi tájkép

Henryk Barczyński (Łódź, 1896. december 16. – Tomaszów Mazowiecki, 1941. március 14.) zsidó származású lengyel festő, grafikus, illusztrátor.

## Élete
Szmul Barczyński szabó és Sara Parzęczewska fiaként született Łódźban. 1912-től 1914-ig a szülővárosában Jakub Katsenbogen rajziskolájában tanult. Később Varsóban Henryk Glicenstein tanítványa volt. 1919 és 1926 között a drezdai Képzőművészeti Akadémián folytatta a tanulmányait. Kapcsolatban állt Jung Idysz művészeti csoporttal. 1925-ben első díjat nyert egy plakáttal a Nemzetközi Vöröskereszt versenyén. Járt Franciaországban, Spanyolországban és Olaszországban. Néhány hónapot Párizsban és Prágában töltött. 1927 és 1933 között Berlinben élt. 1933-ban visszatért Łódź-ba.
1939 szeptemberében Tomaszów Mazowieckiben telepedett le. Ebben a városban művészi kört hozott létre. Lutek Orenbach Levelek a tomaszówi gettóból című művében hatszor szerepel (az utolsó említés dátuma: 1940. december 25.). A nácik 1941-ben (valószínűleg március 14-én) gyilkolták meg Tomaszów Mazowieckiben.

## Művészete
Barczyński művészetére elsősorban Marc Chagall és Oskar Kokoschka hatott, a lengyel zsidók mindennapi élete motiválta. Akvarelleket festett, rézkarcok készítésével foglalkozott. Műveit Berlinben, Drezdában, Tel-Avivban, New Yorkban és Łódźban állították ki.

## Bibliográfia
- A. M. Dorman, Autour de l’art juif. Encyclopédie universelle des peintres, sculpteurs et photographes, Chatou 2003, s. 24, sv. Henryk Barczynski, 1896-1941.
- Andrzej Kempa, Marek Szukalak, The Biographical Dictionary of the Jews from Lodz, Łódź 2006: Oficyna Bibliofilów and Fundacja Monumentum Iudaicum Lodzense, pp. 17–18, ISBN 83-87522-83-X sv. Barczyński (BarcińskI) Henoch (Henryk)
- Józef Sandel, Barczyński (Barciński) Henryk (Henoch), [w:] Słownik artystów polskich i obcych w Polsce działających. Malarze, rzeźbiarze, graficy vol. 1 (A-C), Wrocław - Warszawa - Kraków - Gdańsk 1971, pp. 213–214 (lengyelül) (A Lengyelországban dolgozó lengyel és külföldi művészek szótára. Festők, szobrászok, grafikusok)
- Krzysztof Tomasz Witczak, Słownik biograficzny Żydów tomaszowskich, Łódź - Tomaszów Mazowiecki 2010: Łódź University Press, ISBN 978-83-7525-358-0. pp. 32–35 (lengyelül) (A Tomaszów Mazowiecki zsidók életrajzi szótára)

## Fordítás
- Ez a szócikk részben vagy egészben  a   Henoch Barczyński című angol Wikipédia-szócikk ezen változatának fordításán alapul.  Az eredeti cikk szerkesztőit annak laptörténete sorolja fel. Ez a jelzés csupán a megfogalmazás eredetét és a szerzői jogokat jelzi, nem szolgál a cikkben szereplő információk forrásmegjelöléseként.